# 天神社 (横須賀市)

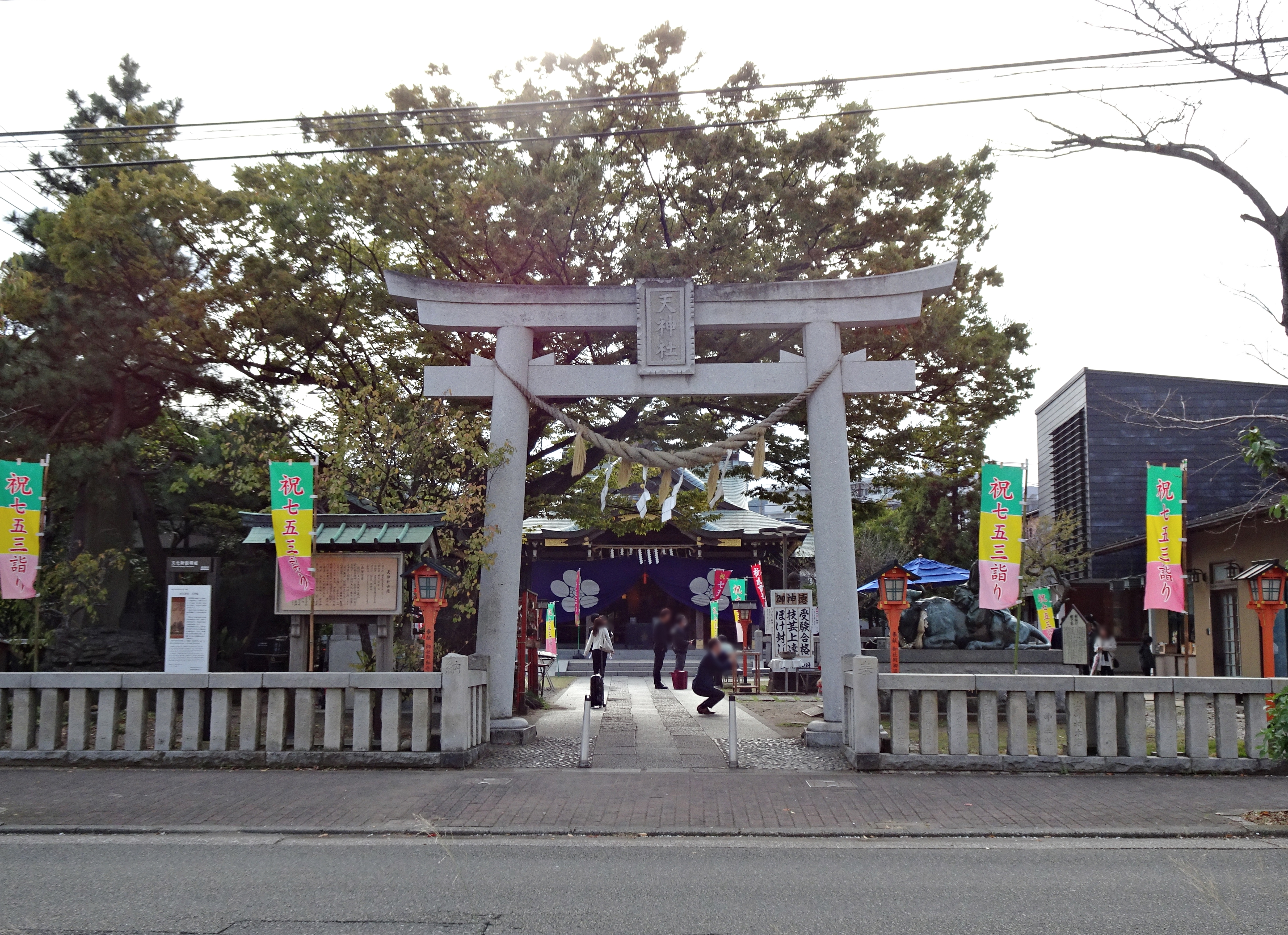
鳥居

天神社（てんじんしゃ）は、神奈川県横須賀市久里浜にある神社。地名を冠して久里浜天神社（くりはまてんじんしゃ）とも称される。

## 概要
創建は万治3年（1660年）、平作川周辺の久里浜一帯を「内川新田」として開発した砂村新左衛門が、故郷の摂津国西成郡上福島村（現・大阪府福島区福島）の天満宮（福島天満宮）から勧請したとされる。
三浦半島においては、（佐島天神島の天満宮を除けば）唯一の天神社（天満宮）とされる。
祭事は天神社（天満宮）由来のものが多いが、8月上旬の夏祭りは（久里浜八幡神社と同じように）合祀社・八雲神社（牛頭天王）由来のお天王祭（いわゆる祇園祭）であり、また同じく合祀社・大鳥神社由来の12月5日の酉の市も、地域の風物詩となっている。

## 祭神
- 菅原道真

## 祭事
- 1月1日 - 歳旦祭
- 1月3日 - 元始祭
- 1月15日 - 左義長（どんと祭）/古神札焼納祭/成人祭
- 1月25日 - 初天神
- 2月11日 - 紀元祭
- 2月17日 - 祈年祭（春祭り）
- 2月23日 - 天長祭
- 2月25日 - 梅花祭
- 4月20日 - 明祭（あけのまつり）
- 6月25日 - 御誕辰祭
- 6月30日 - 大祓/古神札焼納祭
- 8月10日直近土日 - 例大祭（湯立神楽/お天王祭）
- 9月9日 - 余香祭
- 9月25日 - 正五九祭
- 10月17日 - 神嘗祭当日祭
- 10月20日 - 地久祭
- 11月3日 - 明治祭
- 11月15日 - 七五三祈請祭
- 11月23日 - 新嘗祭（秋祭り）
- 12月5日 - 酉の市祈請祭
- 12月31日 - 大祓/古神札焼納祭/除夜祭

## アクセス
- 京急久里浜駅より徒歩約5分
- JR久里浜駅より徒歩約10分